# Syrenväxter
Syrenväxter (Oleaceae) är en växtfamilj med 24 existerande släkten (och ett utrotat) med omkring 650 arter av buskar, träd och klätterväxter. 
Många arter i familjen är ekonomiskt viktiga, framför allt olivträdet (Olea europaea) som odlas för sin frukt, oliv, och oljan som pressas ur den. Forsythiasläktet (Forsythia), syrensläktet (Syringa) och jasminsläktet (Jasminum) innehåller uppskattade prydnadsväxter.

## Tribus-indelning
Familjen delas in i fem tribus. Den tidigare indelningen i underfamiljer har övergivits :
- Fontanesieae
- Forsythieae
- Myxopyreae
- Jasmineae
- Oleeae